# Aloe lateritia
Aloe lateritia là một loài thực vật có hoa trong họ Măng tây. Loài này được Engl. mô tả khoa học đầu tiên năm 1895.

## Hình ảnh

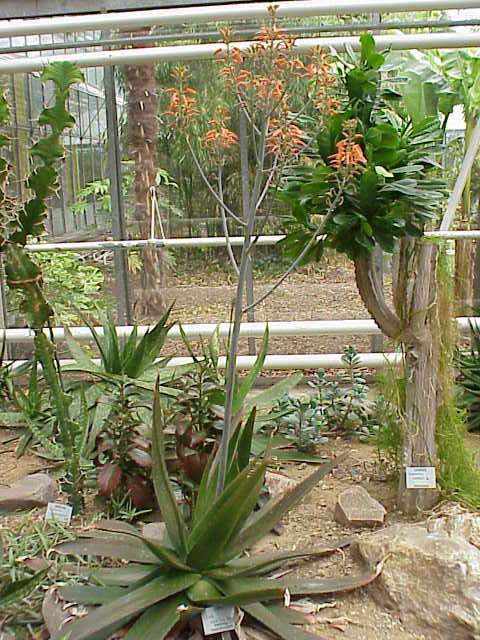